# Miguel Etchecolatz
Miguel Osvaldo Etchecolatz (Azul, 1º maggio 1929 – Buenos Aires, 2 luglio 2022) è stato un poliziotto e criminale argentino.
Importante dirigente della polizia della provincia di Buenos Aires durante la fase iniziale della dittatura militare, fu il braccio destro del generale Ramón Camps. Riconosciuto più volte colpevole di crimini di lesa umanità come omicidi, sequestri di persona, tortura e sottrazione di minori, è stato ripetutamente condannato all'ergastolo.

## Biografia
Etchecolatz fu direttore della squadra investigativa della polizia della provincia di Buenos Aires tra il marzo 1976 ed il dicembre 1977, quando l'Argentina era finita sotto la dittatura della giunta militare presieduta da Jorge Rafael Videla. Durante il mandato guidò gli squadroni della morte incaricati di assassinare e rapire gli oppositori, come nel caso della notte delle matite, e diresse i 21 centri di detenzione clandestina, tra i quali quello di Arana e Pozo de Quilmes, creati dal suo diretto superiore, il generale Camps. 
Nel 1986, una volta ristabilita la democrazia in Argentina, Etchecolatz fu processato, riconosciuto colpevole di 91 omicidi e condannato a 23 anni di prigione. La sentenza venne però annullata dalla Corte Suprema in seguito all'emanazione della legge dell'obbedienza dovuta. All'interno di questa norma non era incluso però il furto di neonati, reato per il quale Etchecolatz fu riconosciuto colpevole e condannato a 7 anni di prigione. Per motivi di salute gli furono concessi, tra grandi proteste, gli arresti domiciliari. Quest'ultima misura fu revocata nel 2006 quando durante una perquisizione fu rinvenuta presso il suo domicilio una pistola.
Dopo la revoca della legge dell'obbedienza dovuta e della legge del punto finale Etchecolatz fu il primo funzionario della dittatura ad essere sottoposto ad un nuovo processo. Nonostante il procedimento avesse subito numerosi interruzione, il 19 settembre 2006 l'ex-poliziotto fu riconosciuto colpevole dal tribunale di La Plata del sequestro, della tortura e dell'omicidio di sei persone e del sequestro e della tortura di altre due. Dopo la pronuncia della sentenza fu rinchiuso nel carcere federale di Marcos Paz.
Il 27 dicembre 2017 Etchecolatz fu trasferito ai domiciliari per questioni di salute. Il fatto scatenò numerose polemiche e nel marzo dell'anno successivo venne riportato nel carcere di Ezeiza.
Dopo la condanna all'ergastolo del 2006, Etchecolatz è stato condannato al carcere a vita nel 2014, nel 2016, nel 2018, nel 2020 e nel 2021.

## Il caso Julio Jorge López
Nel 2005, durante il dibattito processuale a carico di Etchecolatz uno dei testimoni chiamati a deporre di fronte alla Corte di La Plata, Julio Jorge López, già detenuto durante la dittatura, scomparve senza lasciare traccia. Questa sparizione allarmò le organizzazioni per i diritti umani che ritengono che la sua scomparsa costituisca un tentativo, da parte del governo democratico, di non dare seguito ai procedimenti avverso i responsabili della guerra sporca; opinione sostenuta dal Premio Nobel per la pace Adolfo Pérez Esquivel che ha indicato in Julio Jorge López "il desaparecido numero 30.001"